# Sativa
Namnet sativa från latinets sativus som betyder planterad eller sådd förekommer i vissa domesticerade växters artnamn. Förutom just formen sativa (femininum) förekommer formerna sativus (maskulinum) och sativum (neutrum).

## Exempel
- Avena Sativa, havre
- Allium sativum, vitlök
- Cannabis sativa, hampa
- Castanea sativa, äkta kastanj
- Coriandrum sativum, koriander
- Crocus sativus, saffranskrokus
- Cucumis sativus, gurka
- Lactuca sativa, sallat
- Oryza sativa, ris
- Pisum sativum, ärt